# Seventeen Seconds
| Recensione     | Giudizio |
| -------------- | -------- |
| AllMusic       | [ 2 ]    |
| Ondarock       |          |
| Piero Scaruffi |          |
| Rolling Stone  |          |
| Blender        | [ 3 ]    |
| The Guardian   | [ 4 ]    |
| Pitchfork      |          |
| Sounds         | [ 5 ]    |
| Uncut          | [ 6 ]    |

Seventeen Seconds è il secondo album di studio della band inglese The Cure, pubblicato nel 1980 per la Fiction Records.

## Descrizione
Con questo album i Cure cominciano la discesa verso quel pozzo profondo di disperazione e nichilismo che si concluderà nel baratro di Pornography e con la quasi totale distruzione del gruppo stesso. Le atmosfere in Seventeen Seconds cominciano a farsi più rarefatte, le canzoni cominciano a perdere luce, a confondersi nelle nebbie della foresta ritratta nella copertina, tra echi lontani (Secrets, Three), interludi strumentali contemplativi (A Reflection, The Final Sound) e deliri notturni ("Sento l'oscurità respirare/Avverto la tranquilla disperazione/Ascolto il silenzio/Della notte", da At Night), per culminare nel senso di ansia e solitudine finale di A Forest, diventata un classico non solo dei Cure, ma del genere dark.
Le registrazioni sono state contraddistinte dall'essenzialità della strumentazione e dalla mancanza di fondi: per concedersi altri due giorni nello studio, la band si è trovata costretta a dormire sul pavimento della sala di registrazione. Verso la fine delle sessioni, comunque, i problemi economici si sono fatti sentire: The Final Sound era stata concepita come un lungo pezzo strumentale, ma il nastro è terminato durante l'esecuzione e Mike Hedges, il produttore, non poteva permettersi di usarne un altro e ha lasciato semplicemente suonare i ragazzi senza registrarli; il suono distorto che si sente alla fine è proprio il nastro che finisce.

## Tracce
- Tutte le canzoni sono di Gallup, Hartley, Smith, Tolhurst.

Lato 1
1. A Reflection – 2:09
2. Play For Today – 3:39
3. Secrets – 3:19
4. In Your House – 4:06
5. Three – 2:36

Lato 2
1. The Final Sound – 0:52
2. A Forest – 5:55
3. M – 3:03
4. At Night – 5:54
5. Seventeen Seconds – 4:01

## Deluxe Edition
L'album è stato ripubblicato in versione rimasterizzata il 25 aprile 2005, corredato di un disco bonus con demo, live e rarità:

### Tracce CD2:Rarities 1979-1980
1. I'm a Cult Hero (previously available vinyl single A-side by Cult Hero 12/79)[9] (2:59)
2. I Dig You (previously available vinyl single B-side by Cult Hero 12/79)[9] (3:25)
3. Another Journey By Train (aka 44f) (group home instrumental demo 1/80 - previously unreleased version) (3:12)
4. Secrets (group home instrumental demo 1/80 - previously unreleased version) (3:40)
5. Seventeen Seconds (live in Amsterdam 1/80 - previously unreleased version) (3:59)
6. In Your House (live in Amsterdam 1/80 - previously available on 'curiosity' mc 1984) (3:32)
7. Three (Seventeen Seconds alternate studio mix 2/80 - previously unreleased version) (2:45)
8. I Dig You (Cult Hero live in the Marquee Club, London 3/80 - previously unreleased version)[9] (3:36)
9. I'm a Cult Hero (Cult Hero live in the Marquee Club, London 3/80 - previously unreleased version)[9] (3:21)
10. M (live in Arnhem 5/80 - previously unreleased version) (2:56)
11. The Final Sound (live in France 6/80 - previously unreleased version) (0:26)
12. A Reflection (live in France 6/80 - previously unreleased version) (1:39)
13. Play For Today (live in France 6/80 - previously unreleased version) (3:46)
14. At Night (live in France 6/80 - previously available on 'curiosity' mc 1984) (5:37)
15. A Forest (live in France 6/80 - previously unreleased version) (6:28)

Durata: 51:21

## Formazione
- Robert Smith: chitarra, voce
- Matthieu Hartley: tastiere
- Laurence Tolhurst: batteria
- Simon Gallup: basso

## Singoli
- A Forest (aprile 1980). B-sides: Another Journey by Train.